# Бруно Вюрцбургский
Бруно Вюрцбургский (нем. Bruno von Würzburg), также Бруно Каринтийский (нем. Bruno von Kärnten; род. ок. 1005; умер 27 мая 1045) — автор толкований к Библии и на Символ веры; эрцканцлер в итальянском походе императора Священной Римской империи Конрада II (1027—1034); епископ Вюрцбурга (1034—1045), под его руководством возводился собор Святого Килиана в Вюрцбурге (с 1040). Католический святой (день памяти — 27 мая).

## Биография и деятельность
Второй сын герцога Каринтии Конрада I (ум. 1011) и баронессы Матильды Швабской (ум. 1032) из рода Конрадинов; приходился двоюродным братом императору Конраду II. Старший брат Бруно — герцог Конрад II Каринтийский (1002—1039).
Будучи советником императора, сопровождал его в итальянском походе, способствовал снятию осады с Милана и заключению мира с горожанами. Следующий император, Генрих III, взял Бруно в венгерский поход.
С 1040 года руководил строительством городского собора на месте, где ранее располагались две церкви, построенные в VIII—IX веках, но уничтоженные пожарами. В этом соборе он был похоронен (1045). Закончен собор был в 1075 году его преемником — Адальберо (св. Адальбероном).

## Труды
Латинское собрание толкований на Псалтырь отцов и учителей церкви (Иеронима, Августина, Григория Великого, Беды Пресвитера и Кассиодора), составленное Бруно Вюрцбургским, было переведено на русский язык — по поручению архиепископа Макария — «толмачём латинским» Дмитрием Герасимовым (около 1535 года).